# Mark Saina
Mark Saina (10 novembre 1970) è un ex maratoneta keniota.

## Competizioni internazionali
1999
- Argento alla Maratona di Venezia ( Venezia) - 2h10'44"
- 4º alla Maratona di Praga ( Praga) - 2h12'38"

2000
- Bronzo alla Maratona di Torino ( Torino) - 2h09'00"
- 7º alla Maratona di Eindhoven ( Eindhoven) - 2h17'17"
- Bronzo alla Mezza maratona di Zapopan ( Zapopan) - 1h04'04"

2001
- 5º alla Maratona di Venezia ( Venezia) - 2h10'41"
- 6º alla Maratona di Parigi ( Parigi) - 2h10'58"

2002
- Bronzo alla Maratona di Amburgo ( Amburgo) - 2h10'42"
- Oro alla Maratona di Atene ( Atene) - 2h18'20"

2003
- 9º alla Maratona di Rotterdam ( Rotterdam) - 2h10'13"

2004
- Argento alla Maratona di Firenze ( Firenze) - 2h11'39"
- 11º alla Maratona di Praga ( Praga) - 2h16'46"

2005
- 16º alla Maratona di New York ( New York) - 2h15'35"
- Oro alla Maratona di Los Angeles ( Los Angeles) - 2h09'35"
- 5º alla Mezza maratona di Saint-Denis ( Saint-Denis) - 1h03'11"

2006
- 4º alla Maratona di Atene ( Atene) - 2h20'20"

2007
- Oro alla Maratona di Mont Saint-Michel ( Mont Saint-Michel) - 2h15'21"
- 10º alla Maratona di Lubiana ( Lubiana) - 2h33'33"